# Scanie

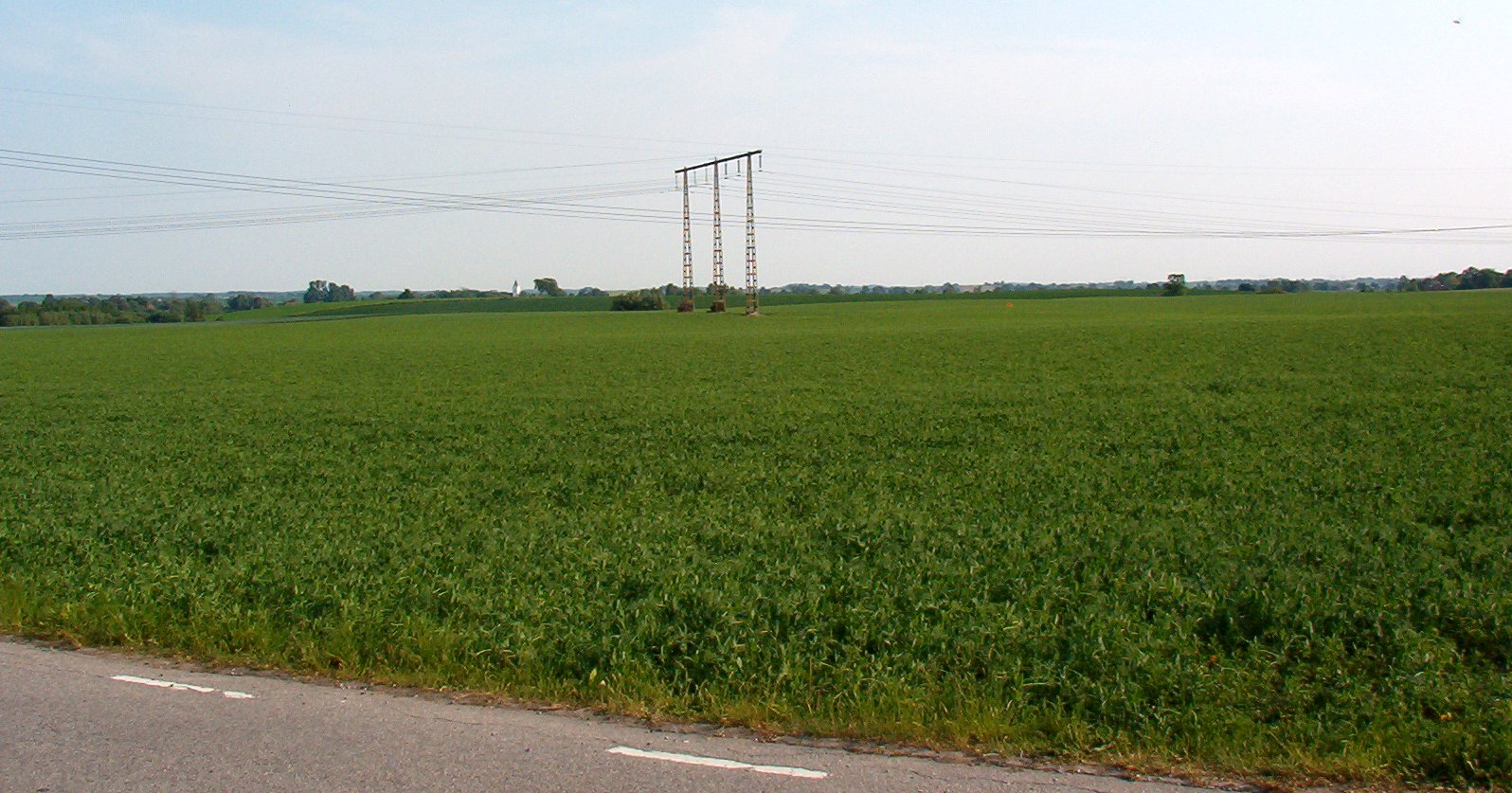
Paysage du sud-ouest de la Scanie.

La Scanie (en suédois et danois Skåne) est une province historique en Suède, située à l'extrémité sud du pays. Son territoire correspond à l'actuelle région de Skåne et à l'actuel comté de Skåne.

## Géographie

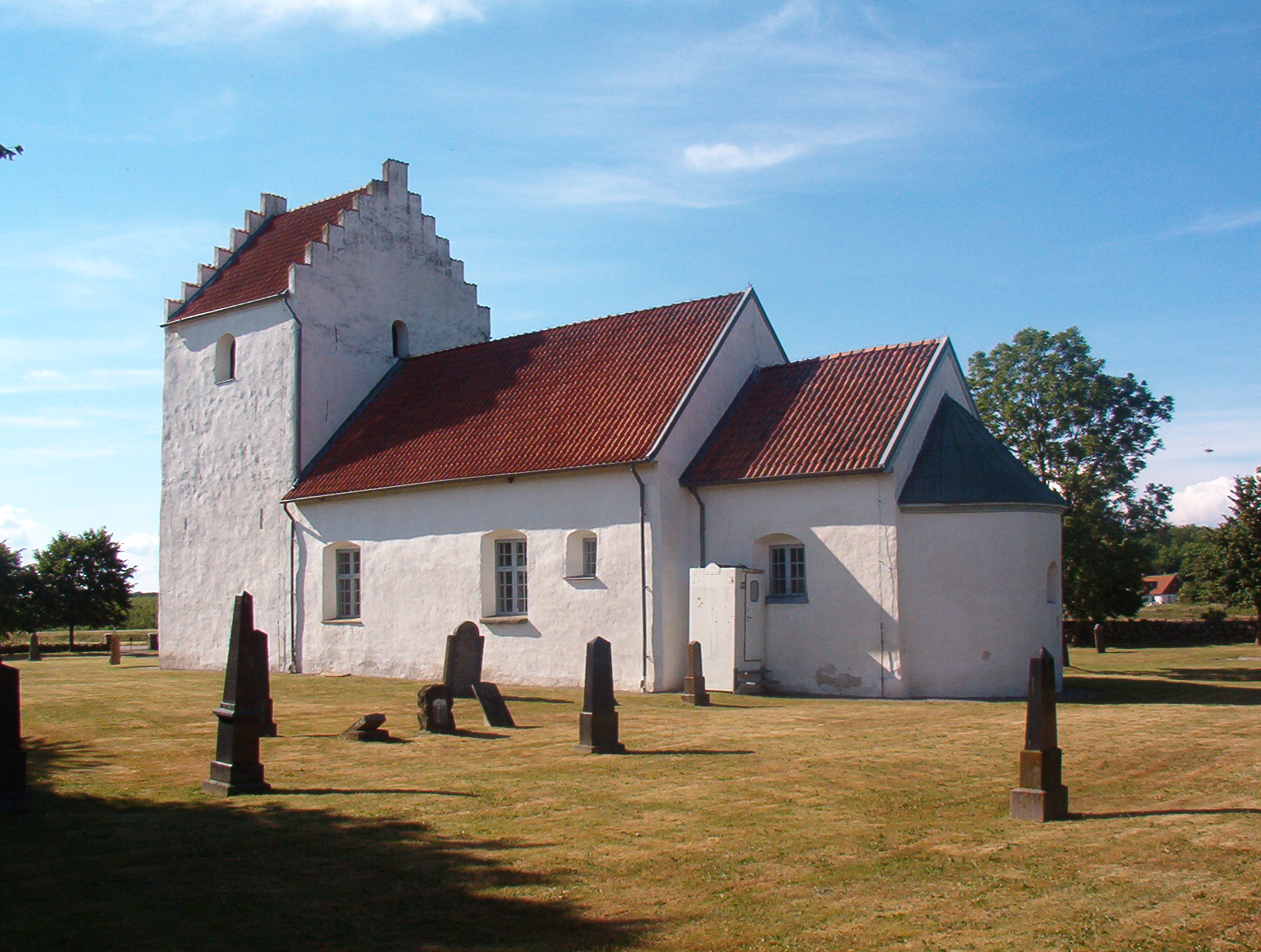
La vieille église de Södra Åsum dans la commune de Sjöbo, un exemple typique d'église danoise médiévale.

La Scanie est bordée au nord-ouest par le comté de Halland, au nord par celui de Kronoberg et au nord-est par celui de Blekinge.
La Scanie est séparée du Danemark par le détroit de Sund (Öresund en suédois, Øresund en danois). Depuis juillet 2000, le pont-tunnel de l'Øresund entre le Danemark et la Suède relie Malmö en Scanie à Copenhague sur l'île danoise de Seeland.
La population totale de la province est près de 1,3 million (2015), la majeure partie située sur les rives de l'Øresund. La Scanie et le Nord-est-Seeland du côté danois forment un ensemble appelé région de l'Øresund peuplé de plus de 3 millions de personnes, ce qui en fait le plus grand centre de population des pays nordiques.

### Villes
Plus de 90 % de la population de la Scanie vit en zones urbaines. En 2000, le pont de l'Øresund — le plus long pont ferroviaire et automobile d'Europe — relie Malmö et Copenhague. La région de l'Øresund rassemble 3,6 millions d'habitants. En 2005, 9 200 voyageurs traversaient le pont quotidiennement, la grande majorité d'entre eux allant de Malmö à Copenhague.
Les principales villes de la région sont :
- Malmö : 318 107 habitants ;
- Helsingborg : 151 070 habitants ;
- Lund : 82 800 habitants ;
- Kristianstad : 35 711 habitants ;
- Landskrona : 30 499 habitants ;
- Trelleborg : 28 290 habitants ;
- Ystad : 18 350 habitants.

## Histoire
Des sites archéologiques démontrent une centralisation des noyaux de richesse et de pouvoir dès le VIe siècle.
La Scanie faisait partie intégrante du Danemark jusqu'au traité de Roskilde de 1658, puis passa sous le contrôle exclusif de la Suède. Cet aspect historique et la proximité du Danemark sont à l'origine de la culture unique[En quoi ?] de la région. Le Danemark regagna la province en 1676-1679 et brièvement en 1711. En 1720, le traité de paix actuel fut rédigé à Fontainebleau (France), Fredensborg (Danemark) et Stockholm (Suède) et la province fut ainsi formellement incorporée à la Suède[réf. nécessaire].

## Climat
Baignée par la mer à l'ouest, au sud et à l'est, la Scanie a un climat plus océanique que le reste du pays. Les hivers sont doux, mais les températures estivales sont rarement élevées. Malmö a la même température moyenne en novembre que Paris, mais tous les autres mois sont un à quatre degrés plus froids en moyenne. Les précipitations sont réparties uniformément dans l'année, avec un léger pic en été. Il neige chaque année, mais seule la partie nord-est de la province voit se former une couverture neigeuse durable. La pluie est tout aussi habituelle que la neige en janvier et février.
| Mois                     | jan. | fév. | mars | avril | mai  | juin | jui. | août | sep. | oct. | nov. | déc. | année |
| ------------------------ | ---- | ---- | ---- | ----- | ---- | ---- | ---- | ---- | ---- | ---- | ---- | ---- | ----- |
| Température moyenne (°C) | 0,1  | 0    | 2,2  | 6,4   | 11,6 | 15,8 | 17,1 | 16,8 | 13,6 | 9,8  | 4,9  | 1,9  | 8,4   |

## Administration et démographie
La Scanie est aujourd'hui une région administrative (le comté, "Skåne län") et politique (la région, "Region Skåne"). En Suède, ce sont les comtés qui constituent de nos jours l'unité administrative et statistique. Et il y a des régions avec des parlements élus. La région de Scanie, le comté de Scanie et la province de Scanie ont des frontières identiques, à l'exception d'une petite partie de la commune de Båstad, qui appartient au comté de Scanie mais fait partie de la province du Halland.

## Culture
La Scanie a une longue tradition de relations économiques étroites avec les diverses populations le long de l'Europe continentale. Elle partage notamment avec le Danemark une longue histoire commune. Ces relations particulières se traduisent dans la culture de la Scanie, lui conférant une place à part par rapport au reste du pays.
Les paysages de la région, souvent décrit comme un patchwork coloré fait de champs de blé et de colza, ainsi que son climat doux propre au sud de la région, a inspiré de nombreux artistes et auteurs suédois tel qu'August Strindberg, Selma Lagerlöf ou Henning Mankell.
C'est cette nature de Scanie que le célèbre naturaliste Carl von Linné analysera en détail, contribuant ainsi à la fondation du système moderne de la nomenclature binominale.
À la télévision, dans la mini-série The Guild, diffusée en 2006, la guerre en Scanie entre les Suédois et les Danois est dépeinte du point de vue des rebelles. La mini-série policière The Hunt for a Killer, basée sur des faits réels, se déroule également en Scanie.

## Langue et dialecte
Une majorité de Suédois prononcent la lettre « R » à l'avant de la bouche (r roulé). Mais comme dans la langue danoise, en scanien, « R » se prononce comme dans la langue française. Le dialecte scanien comprend en outre de nombreux mots danois.

## Transports
On peut accéder à la région par avion principalement via l'aéroport de Malmö (MMX) ou par le plus grand hub aéroportuaire de Scandinavie situé de l'autre côté de l'Øresund, l'aéroport de Copenhague (CPH) qui est à seulement environ 15 minutes en train de Malmö.
Skånetrafiken est l'entreprise chargée des transports publics de la région. Les trains de banlieue Pågatågen ainsi que l'Øresundståg desservent bien les principales villes de la région.
Il y a un également un petit réseau de trolleybus à Landskrona, le seul du pays.
La région est traversée par la route européenne 20. Le pont de l'Øresund permet de rejoindre le Danemark.

### Divers
Le constructeur suédois Scania tire son nom de cette région.

### Dans la littérature
Le Merveilleux Voyage de Nils Holgersson à travers la Suède, de Selma Lagerlöf, qui raconte le voyage d'un petit garçon sur le dos d'une oie à travers la Suède, décrit au début du livre la plaine de Scanie au sortir de l'hiver.
Les enquêtes de l'inspecteur Kurt Wallander, le personnage principal de plusieurs romans policiers de l'écrivain suédois Henning Mankell, se passent au commissariat d'Ystad. Ces romans, best-seller à travers le monde, décrivent les paysages de la Scanie qui deviennent des personnages à part entière de ces enquêtes. Dans son roman L'Homme qui souriait, c'est par exemple le brouillard typique de la région que Mankell décrit.